# Liste des cavités naturelles les plus profondes de la Gironde
La liste des cavités naturelles les plus profondes de la Gironde recense, sous forme de tableau(x), les cavités souterraines naturelles connues dans ce département français, dont le dénivelé est supérieur ou égal à cinq mètres.
La communauté spéléologique considère qu'une cavité souterraine naturelle n'existe vraiment qu'à partir du moment où elle est « inventée » c'est-à-dire découverte (ou redécouverte), inventoriée, topographiée et publiée. Bien sûr, la réalité physique d'une cavité naturelle est la plupart du temps bien antérieure à sa découverte par l'homme ; cependant tant qu'elle n'est pas explorée, mesurée et révélée, la cavité naturelle n'appartient pas au domaine de la connaissance partagée.
La liste spéléométrique des 42 plus profondes cavités naturelles de la Gironde (≥ cinq mètres) est actualisée à décembre 2020.
La plus profonde cavité souterraine naturelle répertoriée dans le département de la Gironde est  « le système Trou de la Barrique - Trou Noir », sur la commune de Saint-Martin-du-Puy (cf. ligne 1 du tableau ci-dessous).

Les cavités anthropiques que sont les carrières souterraines, nombreuses dans ce département, ainsi que les souterrains, ne sont pas compris dans cette liste.
| \| Histogramme de la répartition des plus profondes cavités naturelles de la Gironde par classe de dénivelé -- Les 42 cavités citées fin 2020 sont réparties en 4 classes de dénivelé -- \| \| \| \| \| \| \| \| \| \| \| \| \| \| \| classe I >= 20 m 2 cavité[s] \| classe II >= 15 m et < 20 m 4 cavités \| classe III >= 10 m et < 15 m 16 cavités \| classe IV >= 5 m et < 10 m 20 cavités \| \| |                              |                                       |                                         |                                       |  |
| Le graphique qui aurait dû être présenté ici ne peut pas être affiché car il utilise l'ancienne extension Graph, désactivée pour des questions de sécurité. Des indications pour créer un nouveau graphique avec la nouvelle extension Chart sont disponibles ici . |                              |                                       |                                         |                                       |  |
| Histogramme de la répartition des plus profondes cavités naturelles de la Gironde par classe de dénivelé -- Les 42 cavités citées fin 2020 sont réparties en 4 classes de dénivelé -- |                              |                                       |                                         |                                       |  |
| |                              |                                       |                                         |                                       |  |
| | classe I >= 20 m 2 cavité[s] | classe II >= 15 m et < 20 m 4 cavités | classe III >= 10 m et < 15 m 16 cavités | classe IV >= 5 m et < 10 m 20 cavités |  |

## Cavités de la Gironde (France) dont la dénivellation est supérieure ou égale à20 mètres
2 cavités sont recensées dans cette « classe I » au 31-12-2020.
| N° | Cavité (autres noms)                   | Commune                 | Massif ou zone  | Coord. (WGS 84)                                                                                                  | Déniv. (mètres) | Dévelop. (mètres) | Sources ou références                                             | Mise à jour |
| -- | -------------------------------------- | ----------------------- | --------------- | --- | --------------- | ----------------- | ----------------------------------------------------------------- | ----------- |
| 1  | Réseau Trou de la Barrique - Trou Noir | Saint-Martin-du-Puy     | Entre-deux-Mers | 44° 40′ 01″ N, 0° 02′ 41″ O (perte du Trou de la Barrique) 44° 39′ 40″ N, 0° 02′ 07″ O (résurgence du Trou Noir) | +25, m          | +02 800, m        | Spéléométrie de la France & Natura 2000 & Grottocenter & Karsteau | 2019-01     |
| 2  | Grotte Poubelle                        | Saint-Félix-de-Foncaude | Entre-deux-Mers | 44° 39′ 18″ N, 0° 05′ 45″ O                                                                                      | +23, m          | +00023, m         | Karsteau                                                          | 2020-10     |

## Cavités de la Gironde (France) dont la dénivellation est comprise entre15 mètreset19 mètres
4 cavités sont recensées dans cette « classe II » au 31-12-2020.
| N° | Cavité (autres noms)                                        | Commune              | Massif ou zone  | Coord. (WGS 84) | Déniv. (mètres) | Dévelop. (mètres) | Sources ou références                | Mise à jour |
| -- | ----------------------------------------------------------- | -------------------- | --------------- | --- | --------------- | ----------------- | ------------------------------------ | ----------- |
| 3  | Ruisseau souterrain de Villesèque                           | Blasimon et Rauzan   | Entre-deux-Mers | 44° 46′ 45″ N, 0° 06′ 31″ O (entrée) 44° 46′ 46″ N, 0° 06′ 51″ O (source)                                                    | +15, m          | +02 317, m        | Karsteau                             | 2011-10     |
| 4  | Réseau de Grand Pont (entrée nord, entrée ouest, émergence) | Saint-Martin-du-Puy  | Entre-deux-Mers | 44° 40′ 38″ N, 0° 02′ 13″ O (émergence) 44° 40′ 57″ N, 0° 01′ 50″ O (entrée nord) 44° 40′ 55″ N, 0° 02′ 14″ O (entrée ouest) | +15, m          | +02 040, m        | Spéléométrie de la France & Karsteau | 2020-10     |
| 5  | Trou des Papys                                              | Frontenac            | Entre-deux-Mers | 44° 44′ 32″ N, 0° 09′ 18″ O                                                                                                  | +15, m          | +00015, m         | Karsteau                             | 2021-02     |
| 6  | Gouffre de Villepreux                                       | Saint-Martin-de-Lerm | Entre-deux-Mers | 44° 39′ 31″ N, 0° 02′ 27″ O                                                                                                  | +15, m          | +00015, m         | Karsteau                             | 2019-04     |

## Cavités de la Gironde (France) dont la dénivellation est comprise entre10 mètreset14 mètres
16 cavités sont recensées dans cette « classe III » au 31-12-2020.
| N° | Cavité (autres noms)                        | Commune                                                                      | Massif ou zone             | Coord. (WGS 84)                                                                                                  | Déniv. (mètres) | Dévelop. (mètres)  | Sources ou références                                             | Mise à jour |
| -- | ------------------------------------------- | ---------------------------------------------------------------------------- | -------------------------- | --- | --------------- | ------------------ | ----------------------------------------------------------------- | ----------- |
| 7  | Grotte de Villepreux                        | Saint-Martin-de-Lerm (entrée CRES) & Saint-Martin-du-Puy (entrée supérieure) | Entre-deux-Mers            | 44° 39′ 36″ N, 0° 02′ 28″ O (entrée CRES) 44° 39′ 36″ N, 0° 02′ 28″ O (entrée supérieure)                        | +14, m          | +00649, m          | Spéléométrie de la France, Karsteau & CRES                        | 2018-03     |
| 8  | Grotte Célestine                            | Rauzan                                                                       | Entre-deux-Mers            | 44° 46′ 36″ N, 0° 07′ 34″ O                                                                                      | +13, m          | +02 500, m         | Spéléométrie de la France                                         | 2000-12     |
| 9  | Réseau du Petit Luc                         | Saint-Pierre-de-Bat                                                          | Entre-deux-Mers            | 44° 40′ 43″ N, 0° 13′ 55″ O Cavité sensible selon Karsteau                                                       | +13, m          | +00390, m          | Karsteau & Géorisques & Philippe Audra                            | 2010-10     |
| 10 | Réseau de Naudonnet                         | Escoussans                                                                   | Entre-deux-Mers            | 44° 40′ 17″ N, 0° 16′ 48″ O                                                                                      | +11, m          | +00840, m          | Spelunca no 67, Spéléométrie de la France & Karsteau              | 2019-02     |
| 11 | Grotte Alambic                              | Lugasson                                                                     | Entre-deux-Mers            | 44° 44′ 51″ N, 0° 09′ 13″ O Cavité sensible selon Karsteau                                                       | +11, m          | +00050, m          | Karsteau & Géorisques                                             | ?-?         |
| 12 | Grotte du Grand Pesquey                     | Margueron                                                                    | Entre-deux-Mers            | 44° 45′ 59″ N, 0° 14′ 41″ E                                                                                      | +11, m          | +00011, m          | Karsteau                                                          | 2019-02     |
| 13 | Réseau du Grand Antoine                     | Frontenac & Blasimon (& Rauzan ?)                                            | Entre-deux-Mers            | 44° 44′ 05″ N, 0° 07′ 27″ O (entrée préhistorique)                                                               | +10, m          | +11 000, m environ | Spéléométrie de la France, Plongeesout, Karsteau & Philippe Audra | 2010-10     |
| 14 | Grotte au(x) Bison(s) alias Puits du Porion | Martres                                                                      | Entre-deux-Mers            | 44° 42′ 05″ N, 0° 09′ 48″ O                                                                                      | +10, m          | +00800, m          | Spéléométrie de la France & Philippe Audra                        | 2010-10     |
| 15 | Grotte du Maurey                            | Blasimon                                                                     | Entre-deux-Mers            | 44° 44′ 27″ N, 0° 06′ 23″ O (entrée n°1) 44° 44′ 27″ N, 0° 06′ 20″ O (entrée n°2) Cavité sensible selon Karsteau | +10, m          | +00600, m          | Philippe Audra                                                    | 2010-10     |
| 16 | Trou noir de Ribouteau,                     | Saint-Félix-de-Foncaude                                                      | Entre-deux-Mers            | 44° 39′ 28″ N, 0° 05′ 49″ O Cavité sensible selon Karsteau                                                       | +10, m          | +00414, m          | Karsteau & Philippe Audra                                         | 2010-10     |
| 17 | Perte des Neuf Chambres                     | Aillas                                                                       | Bazadais - Vallée du Ciron | 44° 29′ 29″ N, 0° 01′ 18″ O                                                                                      | +10, m          | +00404, m          | Karsteau                                                          | 2009-08     |
| 18 | Ruisseau de Saint-Denis                     | Camiac-et-Saint-Denis                                                        |                            | 44° 47′ 56″ N, 0° 17′ 33″ O Cavité sensible selon Karsteau                                                       | +10, m          | +00401, m          | Karsteau & Géorisques                                             | ?-?         |
| 19 | Grotte (de la) Tirelire                     | Naujan-et-Postiac                                                            |                            | 44° 47′ 44″ N, 0° 11′ 27″ O Cavité sensible selon Karsteau                                                       | +10, m          | +00250, m          | Karsteau & Géorisques                                             | 2010-12     |
| 20 | Grotte (des) Fantômes                       | Naujan-et-Postiac                                                            |                            | 44° 47′ 10″ N, 0° 12′ 25″ O Cavité sensible selon Karsteau                                                       | +10, m          | +00200, m          | Karsteau & Géorisques                                             | 2010-12     |
| 21 | Émergence de Crotemoron                     | Saint-Quentin-de-Baron                                                       |                            | 44° 48′ 39″ N, 0° 16′ 51″ O                                                                                      | +10, m          | +00010, m          | Karsteau                                                          | 2020-07     |
| 22 | Grand gouffre de la Mouleyre-Carney         | Rions                                                                        | Entre-deux-Mers            | 44° 40′ 36″ N, 0° 18′ 07″ O Cavité sensible selon Karsteau                                                       | +10, m          | +00010, m          | Karsteau                                                          | ?-?         |

## Cavités de la Gironde (France) dont la dénivellation est comprise entre6 mètreset9 mètres
20 cavités sont recensées dans cette « classe IV » au 31-12-2020.
| N° | Cavité (autres noms)                               | Commune                   | Massif ou zone             | Coord. (WGS 84)                                                              | Déniv. (mètres) | Dévelop. (mètres) | Sources ou références                                                                | Mise à jour |
| -- | -------------------------------------------------- | ------------------------- | -------------------------- | ---------------------------------------------------------------------------- | --------------- | ----------------- | ------------------------------------------------------------------------------------ | ----------- |
| 23 | Cahuge de la Fricassée                             | Blasimon                  | Entre-deux-Mers            | 44° 46′ 32″ N, 0° 06′ 07″ OCavité sensible selon Karsteau                    | +09, m          | +00036, m         | Karsteau                                                                             | ?-?         |
| 24 | Puits de la Souche                                 | Baigneaux                 | Entre-deux-Mers            | 44° 43′ 50″ N, 0° 11′ 40″ OCavité sensible selon Karsteau                    | +09, m          | +00029, m         | Karsteau                                                                             | ?-?         |
| 25 | Puits de la Rocade Ouest                           | Eysines                   | Les Jalles                 | Cavité sensible selon Karsteau                                               | +09, m          | +00014, m         | Karsteau                                                                             | ?-?         |
| 26 | Grotte du Curé                                     | Blasimon                  | Entre-deux-Mers            | 44° 44′ 27″ N, 0° 06′ 19″ O Entrée inférieure-Cavité sensible selon Karsteau | +07, m          | +00637, m         | Karsteau & Géorisques                                                                | ?-?         |
| 27 | Grotte de la Bergère des Roudiers Sud              | Baigneaux                 | Entre-deux-Mers            | 44° 42′ 58″ N, 0° 10′ 42″ OCavité sensible selon Karsteau                    | +07, m          | +00012, m         | Karsteau                                                                             | ?-?         |
| 28 | Grotte du Perey                                    | Saint-Laurent-du-Bois     | Entre-deux-Mers            | 44° 37′ 43″ N, 0° 08′ 18″ O Cavité sensible selon Karsteau                   | +06, m          | +00577, m         | Spéléométrie de la France & Karsteau & 25 ans d’explorations souterraines en Gironde | ?-?         |
| 29 | Grotte du Bois de Benauge                          | Arbis                     | Entre-deux-Mers            | 44° 39′ 56″ N, 0° 16′ 15″ O                                                  | +06, m          | +00150, m         | Karsteau                                                                             | 2019-01     |
| 30 | Grotte du Tumulus GESA-A                           | Baigneaux                 | Entre-deux-Mers            | 44° 42′ 46″ N, 0° 11′ 06″ O                                                  | +06, m          | +00047, m         | Karsteau & Géorisques                                                                | 2019-01     |
| 31 | Grotte de Noaillan                                 | Noaillan                  | Bazadais - Vallée du Ciron | 44° 28′ 44″ N, 0° 21′ 33″ O                                                  | +06, m          | +00015, m         | Karsteau                                                                             | 2019-06     |
| 32 | Doline de Restey                                   | Escoussans                | Entre-deux-Mers            | 44° 40′ 57″ N, 0° 16′ 40″ O                                                  | +06, m          | +00010, m         | Karsteau                                                                             | 2020-10     |
| 33 | Puits de la Poudre d'Escampette                    | Arbis                     | Entre-deux-Mers            | Cavité sensible selon Karsteau                                               | +06, m          | +0 0008, m        | Karsteau                                                                             | ?-?         |
| 34 | Grotte de Castelnau de Mesmes (perte et émergence) | Saint-Michel-de-Castelnau | Bazadais - Vallée du Ciron | 44° 17′ 22″ N, 0° 07′ 47″ E Cavité sensible selon Karsteau                   | +05, m          | +00250, m         | Karsteau & 25 ans d’explorations souterraines en Gironde                             | ?-?         |
| 35 | Grotte de l'Église de Langoiran                    | Langoiran                 | Bordeaux rive droite       | Cavité sensible selon Karsteau                                               | +05, m          | +00040, m         | Karsteau                                                                             | ?-?         |
| 36 | Grotte de Gazeneau                                 | Camiac-et-Saint-Denis     |                            | Cavité sensible selon Karsteau                                               | +05, m          | +00010, m         | Karsteau                                                                             | ?-?         |
| 37 | Grotte de la Poudre d'Escampette                   | Arbis                     | Entre-deux-Mers            | Cavité sensible selon Karsteau                                               | +05, m          | +00010, m         | Karsteau                                                                             | 2019-01     |
| 38 | Puits du Labo                                      | Naujan-et-Postiac         |                            | 44° 47′ 10″ N, 0° 12′ 45″ O Cavité sensible selon Karsteau                   | +05, m          | +00010, m         | Karsteau & CDS 33                                                                    | ?-?         |
| 39 | Puits du Tumulus X400591                           | Baigneaux                 | Entre-deux-Mers            | 44° 42′ 49″ N, 0° 10′ 51″ O Cavité sensible selon Karsteau                   | +05, m          | +0 0006, m        | Karsteau                                                                             | ?-?         |
| 40 | Grotte de Rallye II                                | Romagne                   |                            | 44° 46′ 28″ N, 0° 12′ 48″ O Cavité sensible selon Karsteau                   | +05, m          | +0 0005, m        | Karsteau & Géorisques                                                                | ?-?         |
| 41 | Grotte à Cinq Places                               | Rions                     |                            | Cavité sensible selon Karsteau                                               | +05, m          | +0 0005, m        | Karsteau                                                                             | ?-?         |
| 42 | Grotte de Piquereau                                | Sauveterre-de-Guyenne     |                            | Cavité sensible selon Karsteau                                               | +05, m          | +0 0005, m        | Karsteau                                                                             | ?-?         |